# Richard H. Vetter
Richard H. Vetter (* 24. Februar 1928 in San Diego, Kalifornien; † 11. August 2015 in Carlsbad) war ein US-amerikanischer Techniker, Ingenieur und Kameraspezialist, der eine entscheidende Bedeutung bei der Entwicklung des Breitwand-Verfahrens hatte.

## Leben und Wirken
Vetter wuchs in seiner Geburtsstadt San Diego im äußersten Süden Kaliforniens auf und ging dort auch zur Schule. Nach seinem Abschluss an der Hoover High School meldete er sich bei der US-Marine. Seinem schon sehr früh sichtbaren, fotografischen Talent und Interesse entsprechend, holte man ihn an die School of Photography in Pensacola (Florida). Nach Vetters Militärdienst setzte er seine Fortbildung an der Pepperdine University fort und machte seinen ersten (Master-)Abschluss. Nach einer kurzen Zeit als High-School-Lehrer kehrte Vetter an die Universität zurück, um seinen Doktor an der UCLA in Audio Visual Studies und Theatre Arts zu machen. Anschließend wurde er zum Privatdozent der UCLA ernannt und lehrte dort mehrere Jahre. In dieser Zeit entwickelte Richard Vetter einen Filmsimulator, der ihm eine spezielle Finanzunterstützung vom Institute of Transportation and Traffic Engineering einbrachte. Diese Breitbild-Entwicklung erregte die Aufmerksamkeit des Dokumentarfilmers Louis de Rochemont, der ihn den Führungskräften der United Artists Theatres vorstellte. Richard Vetter wurde schließlich Vice President of Research and Development für die United Artists Kinotheater. Die Entwicklung des Simulatorsystems zu einer kinofilmtauglichen Technologie für die Produktion und Veröffentlichung von abendfüllenden Kinofilmen führte zur Gründung einer neuen Tochtergesellschaft von United Artists namens Dimension 150 oder kurz D-150 genannt.
Rasch hatte sich Richard H. Vetter zu einem Spezialisten des Todd-AO-Breitwandverfahrens gemacht. Mit der Kombination aus Todd-AO 65-mm-Kameras und D-150-Optik wurde entwickelt, um mit Cinerama, Panavision und anderen Breitbild-Formaten zu konkurrieren. Vetters patentierte Technologie wurde in über sechzig D-150-Systemen in den USA, Mexiko, Südamerika, Europa und dem Fernen Osten eingerichtet. Nach einer Demonstration des D-150-Systems am United Artists Egyptian Theater in Hollywood wählten Frank McCarthy von 20th Century Fox und der Regisseur Franklin J. Schaffner D-150 für die Herstellung des Kriegsfilms Patton – Rebell in Uniform aus. Kameramann Fred J. Koenekamp erhielt dank des Einsatzes von Vetters D-150 eine Oscar-Nominierung, Vetter selbst im Abspann als „process consultant“ genannt. In den Folgejahren wurde Richard Vetter in dieser Funktion wie auch als Berater für das Todd-AO-Verfahren bei den Filmen Macbeth, Der Sohn des Mandingo und Flucht ins 23. Jahrhundert genannt. In jenen Jahren (1974) erhielt Richard H. Vetter als Repräsentant der Todd-AO-Corporation einen Oscar für technische Verdienste für die, wie es in der Begründung hieß, „Gestaltung eines verbesserten anamorphen Fokussystems für die Filmfotografie (Objektive und Filter)“. Richard Vetter hielt über 40 Patente, von denen viele mit der Technologie des Breitwandfilms zu tun hatten, sowie andere Patente, die zu Verbesserungen in der wissenschaftlichen Weiterentwicklung der Filmindustrie geführt haben. Vetter war auch stimmberechtigtes Mitglied der Academy of Motion Picture Arts and Sciences und Mitglied der American Society of Cinematographers.